# Перелік кавалерів Хреста Симона Петлюри (Н)
Ця сторінка — інформаційний реєстр. Див. також основні статті: Хрест Симона Петлюри та Перелік кавалерів Хреста Симона Петлюри.
В алфавітному порядку представлені всі відомі кавалери Хреста Симона Петлюри, чиї прізвища починаються з літери «Н». 
| № | Фото | Ім'я                         | Дата народження | Місце народження                                               | Дата смерті      | Місце смерті         | Звання           | Підрозділ                                                                                        | № ордена |  |
| - | ---- | ---------------------------- | --------------- | -------------------------------------------------------------- | ---------------- | -------------------- | ---------------- | ------------------------------------------------------------------------------------------------ | -------- |  |
| 1 |      | Набока Іван Лукич            | 22 липня 1894   | Конотоп                                                        | після 1931       | Франція              | Сотник           | Окрема кінна дивізія                                                                             | 1152     |  |
| 2 |      | Нагнибіда Іван Лукич         | 27 серпня 1896  | Кременчук                                                      | 8 червня 1967    | Нью-Йорк             | Підполковник     | Харківський полк Армії Української Держави; Дієвий корпус Дієвої армії УНР; Генеральний штаб УНР |          |  |
| 3 |      | Немоловський Володимир       |                 |                                                                |                  |                      | Підполковник     | 3-й Сірожупанний полк                                                                            |          |  |
| 4 |      | Нетреба Тадей Маркелович     | 21 серпня 1893  | Владикавказ                                                    | після 1973       | Франція              | Підполковник     | Шоста січова стрілецька дивізія                                                                  |          |  |
| 5 |      | Никонів Наум Архипович       | 1 грудня 1873   | с. Варварівка Костянтиноградського повіту Полтавської губернії | 7 листопада 1925 | м. Каліш, Польща     | Генерал-хорунжий |                                                                                                  |          |  |
| 6 |      | Нізієнко Олександр Федорович | 2 вересня 1894  | с. Підпилип'є                                                  | 7 квітня 1965    | м. Водонга Австралія | Підполковник     | Третя Залізна Стрілецька дивізія Армії УНР                                                       |          |  |